# سرقة الجينات

رسوم متحركة للحمض النووي، جزء من هويتنا.

في أخلاقيات البيولوجيا والقانون، سرقة الجينات أو سرقة الحمض النووي هي عملية الحصول على المادة الوراثية لفرد آخر، عادة من الأماكن العامة، دون إذنه. يمكن الحصول علي الحمض النووي من مجموعة متنوعة من الأشياء مثل السجائر المهملة وفناجين القهوة المستعملة وفرشاة الشعر. بالإضافة إلى ذلك، يمكن أن يهتم مجموعة متنوعة من الأشخاص بجمع المواد الوراثية لشخص ما. وهذا يشمل الشرطة والأحزاب السياسية والمؤرخين والفرق الرياضية المحترفة والأعداء الشخصيين، إلخ. يحتوي الحمض النووي على كمية كافية من المعلومات حول شخص ما ويمكن استخدامه لأغراض عديدة مثل إثبات الأبوة أو إثبات روابط الأنساب أو حتى الكشف عن الحالات الطبية الخاصة.

## قانون جنائي
في الوقت الحالي، لا توجد قوانين كثيرة تتعلق بالعقوبة التي قد يتلقاها المرء من الحصول على المادة الوراثية للآخرين دون موافقتهم. ومع ذلك، نظراً لقانون إخضاع التأمين الصحي لقابلية النقل والمساءلة، لا يمكن إعطاء المادة الوراثية للفرد إلى مدرسته أو صاحب العمل لأن الجينوم جزء من البيانات الصحية الشخصية للفرد، ولكن يمكن لإنفاذ القانون الوصول إليها دون موافقة. يحدث هذا فقط عندما يكون الشخص إما ضحية أو مشتبها به في تحقيق جنائي.
جرمت بريطانيا العظمى الحصول على الحمض النووي دون موافقة في عام 2006 بناء على طلب لجنة علم الوراثة البشرية. ناقش المجلس التشريعي الأسترالي عقوبة السجن لمدة عامين لمثل هذه السرقة في عام 2008. وفي الولايات المتحدة، تفرض ثماني ولايات حالياً حظراً جنائياً أو مدنياً على مثل هذا الاستيلاء غير التوافقي على المواد الجينية. في ألاسكا وفلوريدا ونيوجيرسي ونيويورك وأوريغون، يواجه الأفراد الذين يُقبض عليهم وهم يمررون الحمض النووي غرامات أو أحكاماً قصيرة بالسجن. يسمح برفع دعاوى قضائية ضد "خاطفو الجينات" في مينيسوتا ونيو هامبشاير ونيو مكسيكو. في الولايات القضائية التي يكون فيها هذا أخذ الحمض النووي غير التوافقي غير قانوني، يجرى استثناءات بشكل عام لإنفاذ القانون.

## أخلاق
يعتقد العديد من علماء الأخلاقيات الحيوية أن مثل هذا السلوك هو غزو غير أخلاقي لخصوصية الإنسان. وقد حذر البروفيسور جاكوب أبيل من أن المجرمين قد يكتسبون القدرة على نسخ الحمض النووي للأبرياء وإيداعه في مسرح الجرائم، مما يعرض الأبرياء للخطر ويقوض أداة رئيسية للتحقيق الجنائي. بالإضافة إلى ذلك، كانت هناك مخاوف أخلاقية بشأن استخدام إنفاذ القانون للحمض النووي لأفراد أسر المجرمين للقبض عليهم. استُخدم هذا المفهوم لقضية غولدن ستايت كيلر في كاليفورنيا، الذي كان مرتبطاً بما لا يقل عن 50 حالة اغتصاب و12 جريمة قتل بين عامي 1976 و1986. بعد أن إختتفت القضية، استخدم المحققون موقعاً إلكترونياً يقارن المعلومات الجينية لأولئك الذين قاموا بتحميل معلوماتهم ووجدوا أحد أقارب القاتل.
ومع ذلك، يدافع آخرون عن الاستيلاء على المواد الجينية على أساس أن القيام بذلك قد يعزز المعرفة البشرية بطرق منتجة. إحدى الحالات المثيرة للجدل بشكل خاص والتي حظيت باهتمام واسع النطاق في وسائل الإعلام هي حالة ديريل تيت، منسق مياه الصرف الصحي، الذي سعى إلى الحصول دون موافقة على الحمض النووي لرجل يزعم أنه آخر سليل ذكر لشقيق جدها الأكبر. ومن القضايا البارزة الأخرى دعوى أبوة في الولايات المتحدة تشمل المنتج السينمائي ستيف بينغ والمستثمر الملياردير كيرك كيركوريان.